# Graham Greene
Pour les articles homonymes, voir Greene et Graham Greene (homonymie).
Henry Graham Greene, né le 2 octobre 1904 à Berkhamsted (comté de Hertfordshire, Angleterre) et mort le 3 avril 1991 à Vevey (canton de Vaud, Suisse), est un écrivain et scénariste britannique. Il écrit des romans, des nouvelles, des récits de voyages, des essais et des critiques dans lesquels il explore l'ambivalence morale et politique du monde moderne et s'interroge sur le catholicisme.
Il est médaillé de l'ordre du Mérite, de l'ordre des compagnons d'honneur et membre de la Royal Society of Literature.

## Biographie

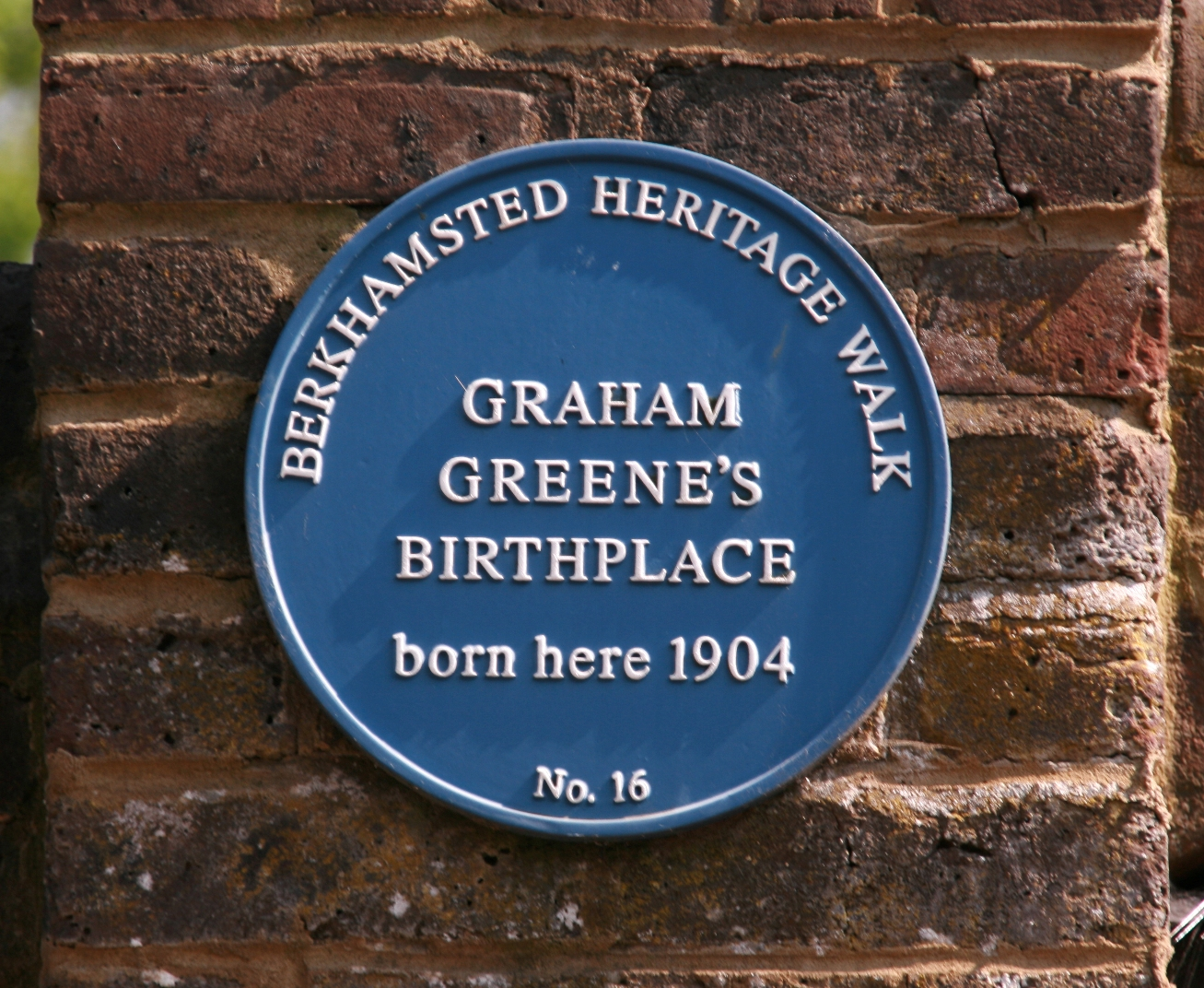
Plaque commémorative du lieu de naissance de Graham Greene.

Graham Greene est le quatrième des six enfants de Charles Henry Greene et Marion Raymond Greene, cousine issu de germains d'un des premiers héros de Graham, l'écrivain Robert Louis Stevenson. Le père de Graham Greene était le principal de l'école communale où il fait sa scolarité. Il rejoint ensuite le Balliol College d'Oxford. Sa première œuvre (un recueil de poésie) est publiée en 1925, avant qu'il ne soit diplômé. Dans son autobiographie, il donne de nombreux détails à propos de son enfance difficile, notamment de son ennui qui commence aux alentours de sa treizième année, cet état se transformant en dépression et tentatives de suicide, comme le fait de jouer à la roulette russe. Après ses études, il se lance dans le journalisme, d'abord au Times, puis au Spectator. Il devient catholique en 1926 afin d'épouser Vivien Daryell-Browning (en), ce qu'il fait l'année suivante.
Son travail de journaliste consistait à rédiger des critiques de livres et de films pour le magazine politique britannique The Spectator et à coéditer le magazine Night and Day, qui fait faillite peu après la parution de ses commentaires à propos de Shirley Temple (et de l'exploitation sexuelle de son corps par les magnats du cinéma hollywoodien).
Ses romans, écrits dans un style contemporain et réaliste, mettent en scène des personnages envahis par le doute et marqués par une vie déracinée et misérable. Leurs doutes sont souvent de nature religieuse, faisant écho à l'attitude ambiguë de l'auteur envers le catholicisme, entre admiration et doute. Les romans de François Mauriac ont exercé une influence sur son œuvre.
Tout au long de sa vie, Graham Greene a été obsédé par l'idée de s'éloigner de son pays natal, pour aller vers ce qu'il appelait les lieux « sauvages et éloignés » du monde. Entre 1951 et 1955, il séjourne ainsi plusieurs fois en Indochine pour ses reportages. Ses voyages lui ont donné l'occasion de se lancer dans l'espionnage au profit du Royaume-Uni (en Amérique centrale principalement). Il est recruté au MI6 par sa sœur Elizabeth et, durant la Seconde Guerre mondiale, est stationné en Sierra Leone par la centrale britannique de renseignement, ayant pour superviseur le célèbre agent double Kim Philby. Greene était lié à Fidel Castro et à l'évêque brésilien Hélder Câmara. On retrouve les personnages et les lieux hauts en couleur rencontrés alors dans les pages de ses romans.
Les livres de Graham Greene pouvaient originellement être classés en deux genres principaux : les thrillers ou romans à suspense, qu'il qualifiait lui-même de « divertissements », mais qui incluaient souvent une part notable de philosophie, tels que Rocher de Brighton ; et les livres purement littéraires comme La Puissance et la Gloire, sur lequel sa réputation s'est construite. Toutefois, ses ouvrages ultérieurs tels que Le Facteur humain (en), Notre agent à La Havane et Un Américain bien tranquille combinent allègrement les deux genres.
Beaucoup de ses livres ont été adaptés au cinéma, et il a aussi écrit le scénario original du film Le Troisième Homme (The Third Man), sorti en 1949. Facétieux, il participe au film de François Truffaut, La Nuit américaine, tourné à Nice, dans le rôle d'un agent d'assurances anglais. Le réalisateur ne s'en aperçoit qu'au montage.

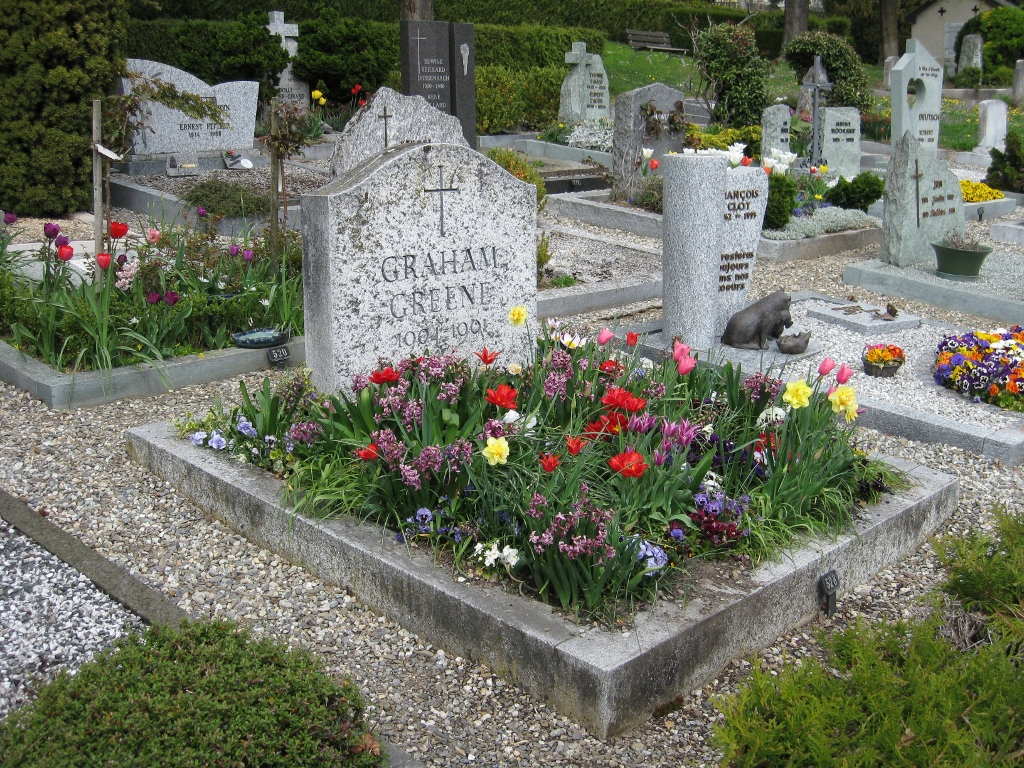
Sépulture de Graham Greene dans le cimetière de Corseaux.

En 1966, à la suite de déboires avec son conseiller financier Thomas Roe, il décide de fuir le fisc de son pays et de s'installer en France, au moment même où Downing Street l'inscrit à l'ordre des compagnons d'honneur. Greene passe les dernières années de sa vie dans le village de Corseaux (Suisse) au bord du lac Léman. À sa mort en 1991, il est inhumé dans le cimetière de cette même commune. Bien qu'il n'ait jamais divorcé de Vivien Daryell-Browning (1904-2003), tous deux se séparent peu après la Seconde Guerre mondiale. Au moment de son décès, il vivait avec Yvonne Cloetta (1923-2001), qu'il avait rencontrée en 1959. Il venait régulièrement la voir à Antibes, où il s'était même acheté un deux-pièces en 1966.
L'influence de Graham Greene ne s'est pas éteinte avec lui. En 2000, la journaliste américaine Gloria Emerson (en) publie un roman intitulé Loving Graham Greene, inspiré en partie par un entretien que l'écrivain anglais lui avait accordé à Antibes en mars 1978. Ce roman, dont le sujet principal est le début de la guerre civile algérienne des années 1990, et l'impuissance des bonnes volontés occidentales à la comprendre, constitue un vibrant hommage à Graham Greene en tant qu'écrivain engagé. Ce livre est traduit et publié en français en 2007.
En 2024, les éditions Flammarion entreprennent la réédition en français des romans de Graham Greene dans une traduction de Claro.

## Œuvre

### Romans
- The Man Within (1929) Publié en français sous le titre L'Homme et lui-même (en), traduit par Denyse Clairouin, Paris, Plon, 1931
- The Name of Action (1930)
- Rumour at Nightfall (1931)
- Stamboul Train (1932), aussi paru sous le titre Orient Express Publié en français sous le titre Orient-Express, traduit par Denyse Clairouin, Paris, Plon, 1935
- It's a Battlefield (1934) Publié en français sous le titre C'est un champ de bataille, traduit par Marcelle Sibon, Paris, Robert Laffont, 1953
- England Made Me (1935), aussi paru sous le titre The Shipwrecked Publié en français sous le titre Mère Angleterre, traduit par Germaine de Tonnac-Villeneuve, Paris, Robert Laffont, 1948 ; réédition dans une nouvelle traduction de Marcelle Sibon sous le titre Les Naufragés, Paris, Robert Laffont, 1956
- A Gun for Sale (1936), aussi paru sous le titre This Gun for Hire Publié en français sous le titre Tueur à gages, traduit par René Masson, Paris, Robert Laffont, 1947
- Brighton Rock (1938) Publié en français sous le titre Rocher de Brighton, traduit par Marcelle Sibon, Paris, Robert Laffont, 1947
- The Confidential Agent (1939) Publié en français sous le titre L'Agent secret, traduit par Marcelle Sibon, Paris, Éditions du Seuil, 1948
- The Power and the Glory (1940), aussi paru sous le titre The Labyrinthine Ways - Hawthornden Prize 1941 Publié en français sous le titre La Puissance et la Gloire, traduit par Marcelle Sibon, Paris, Robert Laffont, 1948
- The Ministry of Fear (1943) Publié en français sous le titre Le Ministère de la Peur, traduit par Marcelle Sibon, Paris, Robert Laffont, 1950Nouvelle traduction par Claro, Flammarion, 2025[14]
- The Heart of the Matter (1948) - James Tait Black Memorial Prize Publié en français sous le titre Le Fond du problème, traduit par Marcelle Sibon, Paris, Robert Laffont, 1950
- The Third Man (1949), roman court ayant servi de base au scénario homonyme, écrit par Graham Greene l'année précédente, pour Le Troisième Homme, film réalisé par Carol Reed Publié en français sous le titre Le Troisième Homme, suivi par Première Désillusion, traduit par Marcelle Sibon, Paris, Robert Laffont, 1950
- The End of the Affair (1951), roman adapté au cinéma Publié en français sous le titre La Fin d'une liaison, traduit par Marcelle Sibon, Paris, Robert Laffont, 1952
- The Quiet American (1955) Publié en français sous le titre Un Américain bien tranquille, traduit par Marcelle Sibon, Paris, Robert Laffont, 1956
- Loser Takes All (1955) Publié en français sous le titre Qui perd gagne, traduit par Marcelle Sibon, Paris, Robert Laffont, 1956
- Our Man in Havana (1958). Publié en français sous le titre Notre agent à La Havane, traduit par Marcelle Sibon, Paris, Robert Laffont, 1959
- A Burnt-Out Case (1960) Publié en français sous le titre La Saison des pluies, traduit par Marcelle Sibon, Paris, Robert Laffont, 1960
- The Comedians (1965) Publié en français sous le titre Les Comédiens, traduit par Marcelle Sibon, Paris, Robert Laffont, 1966[15]
- Travels with My Aunt (1969) Publié en français sous le titre Voyages avec ma tante, traduit par Georges Belmont, Paris, Robert Laffont, 1970
- The Honorary Consul (1973) Publié en français sous le titre Le Consul honoraire, traduit par Georges Belmont et Hortense Chabrier, Paris, Robert Laffont, 1973
- The Human Factor (1978) Publié en français sous le titre Le Facteur humain (en), traduit par Georges Belmont et Hortense Chabrier, Paris, Robert Laffont, 1978
- Doctor Fischer of Geneva or The Bomb Party (1980) Publié en français sous le titre Dr Fisher de Genève, traduit par Robert Louit, Paris, Robert Laffont, 1980
- Monsignor Quixote (1982) Publié en français sous le titre Monsignor Quichotte, traduit par Robert Louit, Paris, Robert Laffont, 1982
- The Tenth Man (1985) Publié en français sous le titre Le Dixième Homme, traduit par Robert Louit, Paris, Robert Laffont, 1985
- The Captain and the Enemy (1988) Publié en français sous le titre Le Capitaine et l'Ennemi, traduit par Robert Louit, Paris, Robert Laffont, 1989

### Recueils de nouvelles
- The Bear Fell Free (1935)
- The Basement Room (1935), réédité et augmenté sous le titre Nineteen Stories (1947), puis Twenty-One Stories (1954) Publié en français sous le titre Seize nouvelles, traduit par Marcelle Sibon, Paris, Robert Laffont, 1958
- A Visit to Morin (1960)
- A Sense of Reality (1963) Publié en français sous le titre Un certain sens du réel, traduit par Marcelle Sibon, Paris, Robert Laffont, 1971
- May We Borrow Your Husband ? (1967) Publié en français sous le titre Pouvez-vous nous prêter votre mari ?, traduit par Marcelle Sibon, Paris, Robert Laffont, 1967
- The Last Word and Other Stories (1990) Publié en français avec tous les autres recueils sous le titre Nouvelles complètes. Tome I : Mr Lever court sa chance ; Tome II : L'Homme qui vola la tour Eiffel, traduit par Marcelle Sibon, François Gallix et Isabelle D. Philippe, Paris, Robert Laffont, 2013
- No Man's Land (2005), publication posthume

### Autobiographie
- A Sort of Life (1971), qui couvre ses jeunes années Publié en français sous le titre Une sorte de vie, traduit par Georges Belmont et Hortense Chabrier, Paris, Robert Laffont, 1971
- Ways of Escape (1980), qui reprend là où s'arrête A Sort of Life  et retrace ses expériences les plus marquantes à l'étranger, ses voyages, mais aussi son passage dans les services secrets britanniques en Afrique ou son bref engagement à Hollywood. Publié en français sous le titre Les Chemins de l'évasion, traduit par Robert Louit, Paris, Robert Laffont, 1983
- Getting to Know the General: The Story of an Involvement (1984), qui est le récit des cinq années de souvenirs précédant la mort de son ami le général Omar Torrijos, à la tête du Panama de 1968 à sa disparition en 1981.
- A World of My Own: A Dream Diary (1992) Publié en français sous le titre Mon univers secret, traduit par Marie-Françoise Allain, Paris, Robert Laffont, 1994

### Journaux de voyages
- Journey Without Maps (1936) Publié en français sous le titre Voyage sans cartes, traduit par Marcelle Sibon, Paris, Éditions du Seuil, 1951
- The Lawless Roads (1939), aussi paru sous le titre Another Mexico Publié en français sous le titre Routes sans lois, traduit par Marcelle Sibon, Paris, La Table ronde, 1949
- In Search of a Character: Two African Journals (1961)
- A Weed Among the Flowers (1990)

### Théâtre
- The Great Jowett (1939), pièce radiophonique
- The Living Room (1953)
- The Potting Shed (1957)
- The Complaisant Lover (1959)
- Carving a Statue (1964)
- The Return of A.J.Raffles (1975)
- Yes and No (1980)
- For Whom the Bell Chimes (1980)

### Littérature de l'enfance
- The Little Train (1946)
- The Little Fire Engine (1950)
- The Little Horse Bus (1952)
- The Little Steamroller (1955)

### Autres publications
- British Dramatists (1942)
- Why Do I Write? An Exchange of Views between Elizabeth Bowen, Graham Greene and V.S. Pritchett (1948) Publié en français sous le titre Pourquoi j'écris, Paris, Seuil, 1950
- The Lost Childhood and Other Essays (1951)
- The Spy's Bedside Book (1957) Publié en français sous le titre Manuel du parfait petit espion, Paris, Robert Laffont, 1958
- Collected Essays (1969) Publié en français sous le titre Essais, traduit par Marcelle Sibon, Paris, Robert Laffont, 1975
- Lord Rochester's Monkey: Being the Life of John Wilmot, Second Earl of Rochester (1974)
- An Impossible Woman: The Memories of Dottoressa Moor of Capri (1975) Publié en français sous le titre La Dottoressa : mémoires d'une femme impossible, traduit par Georges Belmont et Hortense Chabrier, Paris, Robert Laffont, 1975
- The Pleasure-Dome: The Collected Film Criticism (1980)
- J'accuse: the Dark Side of Nice (1982)
- Why the Epigraph? (1989)
- Reflections (1991)
- Ma vie avec Graham Greene, entretiens d'Yvonne Cloetta avec Marie-Françoise Allain (Paris, La Table Ronde, 2004), publication posthume
- Articles of Faith: The Collected - Journalism of Graham Greene (2006), publication posthume
- Graham Greene: A Life Letters (2007), publication posthume

## Filmographie

### Scénarios écrits par Graham Greene
- 1937 : The Green Cockatoo, film britannique réalisé par William Cameron Menzies
- 1940 : Vingt et un jours ensemble (21 Days), film britannique réalisé par Basil Dean, adaptation de la pièce The First and the Last de John Galsworthy
- 1947 : Le Gang des tueurs (Brighton Rock), film britannique réalisé par John Boulting, adaptation par Graham Greene de son roman noir Rocher de Brighton (Brighton Rock)
- 1948 : Première Désillusion (The Fallen Idol), film britannique réalisé par Carol Reed, adaptation par Graham Greene de sa nouvelle éponyme
- 1949 : Le Troisième Homme (The Third Man), film britannique réalisé par Carol Reed, scénario original ultérieurement publié par Greene sous forme d'un roman court
- 1956 : Qui perd gagne (Loser Takes All), film britannique réalisé par Ken Annakin, scénario original ultérieurement publié par Greene sous forme de roman
- 1957 : Sainte Jeanne (Saint Joan), film américain, réalisé par Otto Preminger, adaptation par Greene de la pièce Sainte Jeanne de George Bernard Shaw
- 1959 : Notre agent à La Havane (Our Man in Havana), film américano-britannique réalisé par Carol Reed, adaptation par Greene de son roman éponyme
- 1967 : Les Comédiens (The Comedians), film franco-américain réalisé par Peter Glenville, adaptation par Greene de son roman éponyme

### Adaptations d'œuvres de Graham Greene
Liste partielle
- 1934 : Orient Express, film américain réalisé par Paul Martin, adaptation du roman éponyme de Graham Greene
- 1942 : Tueur à gages (This Gun for Hire), film américain réalisé par Frank Tuttle, adaptation par W. R. Burnett du roman homonyme
- 1944 : Espions sur la Tamise (Ministry of Fear), film américain réalisé par Fritz Lang, adaptation par Seton I. Miller du roman homonyme
- 1945 : Agent secret (Confidential Agent), film américain réalisé par Herman Shumlin, adaptation par Robert Buckner du roman homonyme
- 1947 : Dieu est mort (The Fugitive), film américano-mexicain réalisé par John Ford, adaptation par Dudley Nichols du roman La Puissance et la Gloire (The Power and the Glory)
- 1947 : Les Pirates de la Manche (The Man Within), film britannique réalisé par Bernard Knowles, adaptation par Muriel et Sydney Box du roman L'Homme et lui-même (The Man Within)
- 1953 : Le Fond du problème (The Heart of Matter), film britannique réalisé par George More O'Ferrall, adaptation par Lesley Storm du roman homonyme
- 1955 : Vivre un grand amour (The End of the Affair), film britannique réalisé par Edward Dmytryk, adaptation par Lenore J. Coffee du roman La Fin d'une liaison (The End of the Affair)
- 1958 : Un Américain bien tranquille (The Quiet American), film américain réalisé par Joseph L. Mankiewicz, adaptation par Mankiewicz du roman homonyme
- 1972 : Voyages avec ma tante (Travels with My Aunt), film américain réalisé par George Cukor, adaptation par Jay Presson Allen et Hugh Wheeler du roman homonyme
- 1973 : England Made Me, film britannique adapté et réalisé par Peter Duffell
- 1979 : The Human Factor, film américano-britannique réalisé par Otto Preminger, adaptation par Tom Stoppard du roman homonyme
- 1983 : The Honorary Consul (Le Consul honoraire), film britannique réalisé par John Mackenzie, adaptation par Christopher Hampton du roman homonyme
- 1999 : La Fin d'une liaison (The End of the Affair), film américano-britannique réalisé par Neil Jordan, adaptation par Jordan du roman homonyme
- 2002 : Un Américain bien tranquille (The Quiet American), film américain réalisé par Phillip Noyce, adaptation par Christopher Hampton et Robert Schenkkan (en) du roman homonyme
- 2011 : Brighton Rock, film britannique réalisé par Rowan Joffé, adaptation par Joffé du roman Rocher de Brighton (Brighton Rock)

## Distinctions

### Prix
- 1941 : Prix Hawthornden pour La Puissance et la Gloire
- 1948 : Prix James Tait Black pour Le Fond du problème
- 1968 : Prix Shakespeare (en)
- 1976 : Grand Master Award
- 1980 : Prix John-Dos-Passos
- 1981 : Prix Jérusalem

### Honneurs
- Fellow de la Royal Society of Literature

### Décorations
- Membre de l'Ordre des compagnons d'honneur
- Commandeur de l'ordre des Arts et des Lettres Il est promu au grade de commandeur le 10 juillet 1982[16].